# Cantone di Monclar
Il Cantone di Monclar era una divisione amministrativa dell'arrondissement di Villeneuve-sur-Lot.
È stato soppresso a seguito della riforma complessiva dei cantoni del 2014, che è entrata in vigore con le elezioni dipartimentali del 2015.
Comprendeva i comuni di:
- Fongrave
- Monclar
- Montastruc
- Pinel-Hauterive
- Saint-Étienne-de-Fougères
- Saint-Pastour
- Tombebœuf
- Tourtrès
- Villebramar